# Dominic Dale
Dominic Dale, (född Christopher Dale 29 december 1971 i Coventry), är en walesisk professionell snookerspelare och emellanåt snookerkommentator för brittiska BBC.

## Karriär
Dale har vunnit två rankingturneringar i karriären, i den första av dessa - Grand Prix 1997 - vann han tävlingen rankad som nummer 57 i världen. Då besegrade Dale världstvåan John Higgins i finalen med 9-6. Det tog honom tio år ett upprepa bedriften; i finalen av Shanghai Masters 2007 vann Dale över landsmannen Ryan Day med 10-6. Innan dess låg han under med 2-6 och vann åtta upplägg i rad. Hans bästa resultat i Snooker-VM kom 2000, då han nådde kvartsfinal.
Hösten 2010 vann han en av deltävlingarna i den nystartade Players Tour Championship, och kvalificerade sig därmed för tourens finalspel följande vår. Dale är för övrigt den ende snookerspelaren i världen som vunnit mer än en rankingtitel utan att någonsin ha varit rankad bland topp-16.

## Privatliv
Dales hårstil och sinne för klädsel gör honom till en av dem mer excentriska spelarna i snookerkretsen. Hans intressen inklusive snooker är souvenirer och Art Deco. Han är ett fan av tv-serien Vänner, filmer av Mario Lanza och TV-programmet Bargain Hunt. Efter segern i Shanghai Masters framförde han My Way för publiken. Han sjöng även Happy Birthday to You för Terry Griffiths under BBC:s sändning från Grand Prix 2007.
Dale bor sedan 2007 i Wien, Österrike, tillsammans med sin flickvän Katharina.

## Titlar

### Rankingtitlar
- Grand Prix - 1997
- Shanghai Masters - 2007

### Mindre rankingtitlar
- Players Tour Championship 6 - 2010

### Andra titlar
- Nations Cup (med Wales) - 1999